# Faccia da schiaffi
Faccia da schiaffi è un film del 1969 diretto da Armando Crispino. Si tratta di una commedia sentimentale con protagonisti Gianni Morandi e Laura Belli.

## Trama
Un bambino scappa da un brefotrofio ed incontra uno sbandato, che lo prende con sé: l'adulto si dedica anche a corteggiare le turiste per procurare il cibo. L'amore per una ragazza porta però il bambino a boicottare questo legame, mettendo nei guai il suo protettore che finisce in galera.